# Nina (Bruno Frank)

Nina
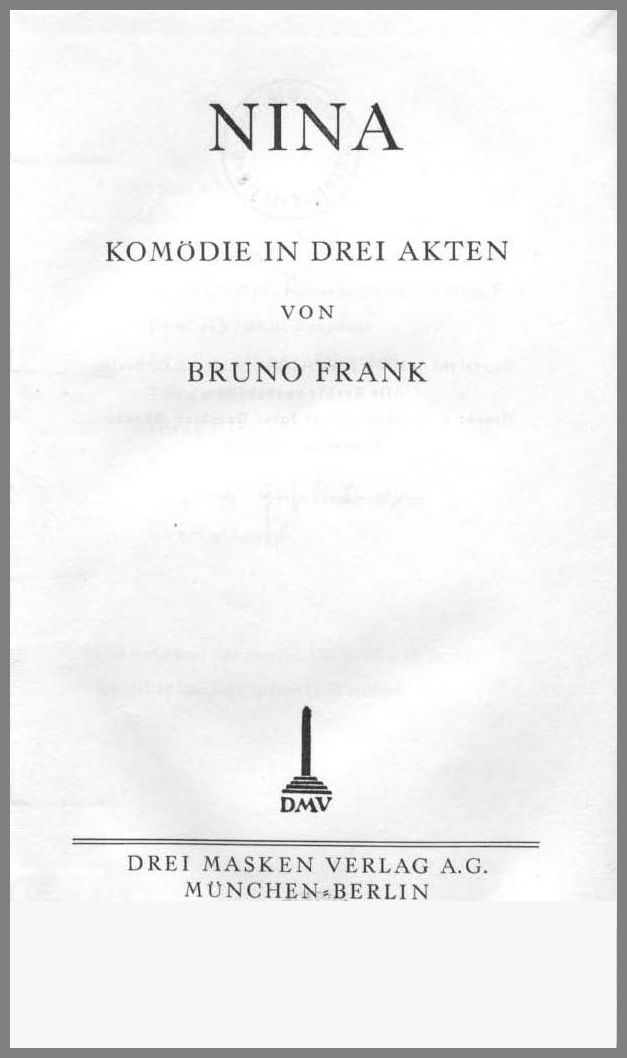

Nina. Komödie in drei Akten aus dem Jahr 1931 ist ein Bühnenstück von Bruno Frank. Die Uraufführung fand am 3. September 1931 im Schauspielhaus Dresden statt, weitere Aufführungen in Berlin, München, Rom, Paris und London. Die Komödie war sehr erfolgreich auf deutschen Bühnen und in London, wo das Stück 183 Mal aufgeführt wurde. Die Druckausgabe des Stücks erschien 1931 im Drei Masken-Verlag in München / Berlin.

## Übersicht
Die gefeierte Filmdiva Nina Gallas wird ihres Ruhms und der beruflichen Belastung überdrüssig, zumal kaum mehr Zeit für das Leben mit ihrem Mann übrigbleibt. Sie überlässt ihre Karriere ihrem Filmdouble, ohne dass dies die Öffentlichkeit gewahr wird, und zieht sich ins Privatleben zurück.

## Handlung
Hinweis: Zahlen in runden Klammern, zum Beispiel (152), verweisen auf die entsprechenden Seiten in der verwendeten Druckausgabe #Frank 1931.1.
Die weltberühmte Filmdiva Nina Gallas kann sich vor Angeboten nicht retten. Sie ist glücklich verheiratet mit dem erfolgreichen Autokonstrukteur Stefan Breuer. Aber Beruf und Ruhm lassen ihr kaum Zeit für ein Privatleben. Die tüchtige Sekretärin Eva Weininger nimmt dem Star die interne Organisation ab, und ein Double, die naive Trude Mielitz, dreht die unbedeutenden, zeitraubenden und anstrengenden Filmszenen an ihrer Stelle. Die Mielitz ist Berlinerin, aber „sie spricht keineswegs unbekümmerten Dialekt, sondern ist bemüht fein und herrschaftlich zu reden.“ (18)
Stefan Breuer ist nicht damit zufrieden, dass Nina ihm nur selten ein Quäntchen ihrer kostbaren Zeit widmet, aber auch Nina selbst werden Beruf und Ruhm immer mehr zur Last. Als eines Tages sogar ihr Mann ihr Double mit ihr selbst verwechselt, fasst sie den Entschluss, ihr Leben grundsätzlich zu ändern. Das Ereignis bestärkt sie in dem Glauben, dass das Publikum nicht sie selbst, sondern nur ihren „redenden Schatten“ (9) verehrt. Könnte nicht ihr Double sie vollgültig in ihren Filmrollen ersetzen, und sie selbst sich ins Privatleben zurückziehen? Ihren zunächst widerstrebenden Regisseur Paul Hyrkan überzeugt sie schließlich, hinfort Trude Mielitz an ihrer Stelle einzusetzen.
Das Ehepaar erwirbt in Bayern ein herrschaftliches Villengrundstück, wo es fern von aller Last und Hast eine glückliche Zeit verbringt. Trude Mielitz heiratet Paul Hyrkan und macht an Ninas Stelle Karriere in Hollywood. Zur Vorstellung ihres ersten Films in Deutschland stattet sie den Breuers einen Besuch ab. Offensichtlich hat ihr der geliehene Ruhm nicht gut getan, sie hat sich aus einer bescheidenen Komparsin in einen blasierten Star mit hässlichen Allüren verwandelt.

## Fritzi Massary
Die Doppelrolle der Filmdiva Nina und ihres Doubles Trude war Bruno Franks Schwiegermutter Fritzi Massary (1882–1969) auf den Leib geschrieben. Sie war zwar keine Filmdiva, aber die Operettendiva der Weimarer Republik. Bruno Frank hatte das Vorbild seiner Nina ständig vor Augen und konnte aus dem Vollen schöpfen.
Ende der zwanziger Jahre wechselte die Massary von der Operette zur Komödie. Am 18. Oktober 1929 spielte sie im Berliner Theater in der Königgrätzer Straße erstmals die Hauptrolle in der Komödie „Die erste Mrs. Selby“, ein Stück des Engländers St. John Ervine in der Übersetzung von Bruno Frank. Zur Dresdener Uraufführung der „Nina“ konnte die Massary aus Termingründen nicht die Rolle der Nina übernehmen, dafür stand sie aber im Oktober 1931 im Mittelpunkt der Berliner Inszenierung.
1932 flüchtete die jüdischstämmige Fritzi Massary vor den Nationalsozialisten nach Wien, dann nach London. 1939 emigrierte sie in die USA nach Beverly Hills, wo sie im Haus ihrer Tochter Liesl und ihres Schwiegersohns Bruno Frank wohnte. Nach ihrer Übersiedlung in die USA blieb die Massary ohne Engagement. 1940 verfasste Bruno Frank das Bühnenstück „Die verbotene Stadt“, in dem seine Schwiegermutter die chinesische Kaiserinwitwe darstellen sollte. Es fand sich jedoch keine Bühne, die das Stück aufführen wollte.

## Rezeption
- L. W., Bohemia, 13. September 1931:[3]

Nina ist ein anmutiges Spiel, ein nobler Scherz, der bei aller Nonchalance ein gutes Stück Zeitkritik enthält.
- Herbert Günther: Drehbühne der Zeit. Freundschaften, Begegnungen, Schicksale, Seite 91:[4]

Mehr und mehr litt Frank unter der zunehmenden Radikalisierung, Verwirrung, Verrohung. Eine Wohltat für ihn war der Erfolg der „Nina“ mit seiner Schwiegermutter Fritzi Massary, für die er diese Rolle geschrieben hatte. „Soweit ich sehen kann, ein recht brauchbares Theaterstück“, hatte er es mir angekündigt. Die Berliner Uraufführung vom Oktober 1930 gab ihm recht. Hier habe ich ihn, umjubelt, zum letzten Male gesehen. Glücklich stand er vorm Vorhang und küsste Fritzi Massary immer wieder die Hand, während das Publikum beiden stürmisch applaudierte.
- Bruno Franks Biograph Sascha Kirchner urteilte 2009 über das Stück:[6]

Nina ist eine Komödie über die Leere und die Nichtigkeit des Ruhmes: „Einbildung ist er. Nachrederei. Mißverständnis. […] Es bleibt in der Welt ein redender Schatten, der trägt meinen Namen. Bin ich das nun oder bin ich‘s nicht? Ich war es doch einmal …“ (152) Eine effektvolle Doppelrolle für Fritzi Massary, in der sie sich zugleich als Diva und als kesse Göre mit „Berliner Schnauze“ in Szene setzen konnte. Nach der Münchner Premiere am 8. September 1931 mit der vielbewunderten Maria Bard in der Hauptrolle war Bruno Frank wieder mit der schon vertrauten Kritik an seinen Theaterstücken konfrontiert. Dem Journalisten Richard Braungart schrieb er: „An die Kapriolen der Münchner Kritik bin ich allmählich gewöhnt. Die Herren verlangen Zwetschgen vom Tannenbaum, von einem Lustspiel Hebbel‘sche Abgründe.“ Jene gehobene Unterhaltung, die in Frankreich oder England nicht als unfein gilt, gestattete man einem deutschen Schriftsteller kaum. In einem Vortrag über das „Theater von heute“, den er am 23. Februar 1932 im Rotary Club München hielt, übte Frank grundsätzliche Kritik an der zeitgenössischen Dramatik: „Vor allem: es wird auf der Bühne zu viel psychologisiert, haargespalten und motiviert. Der Dramatiker soll zupacken, einigermaßen unbekümmert sein und sich vor den Fragen der Zuschauer nicht allzu sehr fürchten. […] Ein zweiter Rat an die Schriftsteller dürfte lauten: Dünkt Euch nicht zu gut, Euer Publikum zu unterhalten! Unterhaltsam sein ist keine Schande.“

## Fernsehaufzeichnung
Eine Inszenierung am Theater Fürth unter der Regie von Kraft-Alexander zu Hohenlohe-Oehringen wurde vom ZDF fürs Fernsehen aufgezeichnet und am 21. September 1982 ausgestrahlt. Es spielten: Elke Sommer (Nina/Trude), Joachim Szaunig (Breuer), Joachim Kemmer (Hyrkan), Margitta Heyn (Weininger), Anton Feichtner (Dirrigl), Tom Bohla (der Diener Franz).

## Druckausgabe
- Nina. Komödie in drei Akten. München / Berlin: Drei Masken Verlag, 1931, pdf.